# پروژه مینارت
پروژه مینارِت یک پروژه جاسوسی درون کشوری بود که آژانس امنیت ملی ایالات متحده آمریکا اجرا می‌کرد. این پروژه، پس از رهگیری ارتباطات الکترونیک، آن ارتباطاتی را که در آنها نام شهروندان آمریکایی مشخصی، برده شده بود برای دیگر سازمان‌های اجرای قانون و سازمان‌های اطلاعاتی می‌فرستاد. این سازمان‌ها اداره تحقیقات فدرال (اف‌بی‌آی)، آژانس اطلاعات مرکزی (سیا)، سرویس مخفی ایالات متحده آمریکا، دفتر مواد مخدر و مواد مخدر خطرناک، و وزارت دفاع ایالات متحده آمریکا بودند. پروژه مینارت، خواهر پروژه شامروک بود.

## تاریخچه
در سال ۱۹۶۲ (میلادی) آژانس امنیت ملی، یک فهرست از افراد زیر نظر داشت که به کوبا سفر می‌کردند. این فهرست، قاچاقچیان مواد مخدر را هم در بر می‌گرفت. در سال ۱۹۶۷ (میلادی) لیندون بی. جانسون کنشگران جنبش ضد جنگ را نیز به این فهرست افزود. پس از آن، ریچارد نیکسون، رهبران کنشگر حقوق مدنی و سیاسی، خبرنگاران، و دو سناتور را به این فهرست اضافه کرد. خود آژانس امنیت ملی، ریچارد کان نویسنده را نیز به آن افزود.
فهرست شهروندان آمریکایی زیر نظر، توسط سازمان‌های اجرای قانون و اطلاعاتی قوه مجریه تهیه می‌شد تا ارتباطاتی رهگیری شوند که نام این افراد در آنها آمده بود. هیچ نظارت قانونی بر پروژه مینارت وجود نداشت و رهگیری، بدون حکم دادگاه انجام می‌شد.
رای دیوان عالی ایالات متحده آمریکا (با نام «تصمیم کیث») در پرونده ایالات متحده آمریکا علیه دادگاه ناحیه‌ای ایالات متحده آمریکا در سال ۱۹۷۲ (میلادی) مسئله‌ای جنجالی شد. زیرا با وجود اینکه دادگاه تایید کرد که حکومت فدرال ایالات متحده آمریکا اجازه محفاظت از ملت در برابر کارهای خرابکارانه دارد اما با استفاده حکومت از توان شنود الکترونیک برای جاسوسی از مردم درون کشور، مخالفت کرد. این جنجال، بازدارنده بزرگی بر سر راه ادامه کار پروژه مینارت شد.
بین سال‌های ۱۹۶۷ (میلادی) و ۱۹۷۳ (میلادی) بیش از ۵,۹۲۵ سازمان و شهروند خارجی و ۱,۶۹۰ سازمان و شهروند آمریکایی در فهرست افراد زیر نظر پروژه مارنیت قرار داشتند. در سال ۱۹۷۵ (میلادی) اداره‌کننده آژانس امنیت ملی لو الن در برابر کمیته منتخب مجلس سنای ایالات متحده آمریکا در امور اطلاعاتی، شهادت داد که آژانس امنیت ملی، درباره آمریکایی‌های فهرست پروژه مینارت، بیش از ۳,۹۰۰ گزارش ارائه کرده است.
بر پایه استفان بودیانسکی، یک گزارش وزارت دادگستری ایالات متحده آمریکا در سال ۱۹۷۷ (میلادی) نشان داد که قوانین شنود تلفنی، زیر پا گذاشته شده‌اند. اما "اگر سازمان‌های اطلاعاتی، اختیارات قانونی بیش از اندازه با مسئولیت‌پذیری بسیار کم داشته باشند به معنی شکست ۳۵ سال ریاست‌جمهوری و کنگره، به جای سازمان‌های اطلاعاتی و کارمندان آنها باشد."
یکی از پیامدهای این بررسی، پیدایش لایحه نظارت بر اطلاعات خارجی مصوب ۱۹۷۸ (میلادی) [و دادگاه نظارت بر اطلاعات خارجی ایالات متحده آمریکا] بود تا قدرت آژانس امنیت ملی را کم کند و آنرا ملزم به گرفتن حکم دادگاه و بررسی قضایی کند. یک حفاظت درون سازمانی دیگر، تنظیم دستورالعمل شماره ۱۸ شنود الکترونیک بود. این دستور العمل درون سازمانی، مجموعه رویه‌هایی برای آژانس امنیت ملی و جامعه اطلاعاتی ایالات متحده آمریکا بود که در سال ۱۹۸۰ (میلادی) منتشر و در ۱۹۹۳ (میلادی) به‌روزرسانی شد. تا پیش از ریاست‌جمهوری جرج دابلیو بوش، دستورالعمل شماره ۱۸ راهنمای عمومی برای مواجهه با شنود الکترونیک گردآوری‌شده ناخواسته از شهروندان آمریکایی، بدون حکم دادگاه بود. تفسیر ریاست‌جمهوری جرج دابلیو بوش از لایحه نظارت بر اطلاعات خارجی و اصول دستورالعمل شماره ۱۸ شنود الکترونیک، این دیدگاه را ارائه داد که قوه مجریه، اختیار یگانه‌ای برای نظارت بدون حکم دادگاه دارد که برپایه بررسی مجلس نمایندگان ایالات متحده آمریکا، به معنی زیر پا گذاشتن آشکار آرمان لایحه نظارت بر اطلاعات خارجی است.

## هدف‌های درون کشوری
۱,۶۵۰ شهروند آمریکایی، زیر نظر بودند که کَسان برجسته‌ای مانند سناتور هاوارد بیکر (مخالف جنگ ویتنام)، مارتین لوتر کینگ و ویتنی یانگ (رهبران جنبش حقوق مدنی سیاهپوستان آمریکا)، محمد علی کلی (بوکسور)، تام ویکر (خبرنگار نیویورک تایمز)، جین فوندا (هنرپیشه)، و آرتور بوخوالد (ستون‌نویس طنز واشینگتن پست) را در بر می‌گرفت.
در ۱۹۷۵ سناتور فرانک چرچ (که خود، یک هدف زیر نظر بود) به ریاست کمیته کلیسا رسید و پروژه مینارت را فاش کرد.

## نقش ستاد ارتباطات دولت
ستاد ارتباطات دولت بریتانیا در پیشبرد پروژه مینارت، مشارکت کرد. این کار با هدف‌گیری چندین کنشگر مخالف جنگ ویتنام، مانند تام هیدن و جین فوندا انجام شد. ستاد ارتباطات دولت، این داده رهگیری‌شده از آمریکایی‌ها را برای حکومت فدرال آمریکا می‌فرستاد.